# Blora (kabupatenhuvudort i Indonesien)
Blora är en kabupatenhuvudort i Indonesien.   Den ligger i provinsen Jawa Tengah, i den västra delen av landet, 500 km öster om huvudstaden Jakarta. Blora ligger 89 meter över havet och antalet invånare är 51 811.
Terrängen runt Blora är platt.Runt Blora är det ganska tätbefolkat, med 129 invånare per kvadratkilometer. Det finns inga andra samhällen i närheten. Omgivningarna runt Blora är en mosaik av jordbruksmark och naturlig växtlighet.